# Brug 366
Brug 366 is een vaste brug in Amsterdam-Noord.
Deze brug is uitgevoerd als voetbrug en verzorgde binnen de gemeente Buiksloot de verbinding tussen de Buiksloterdijk en de Buikslotermeerdijk. Tussen beide dijken ligt een afwateringstocht. De brug kreeg in Passagebrug een bijnaam omdat scholieren in die tijd veelvuldig gebruik maakten van dit bruggetje. De school is allang gesloopt (gegevens 2021), de naam Schoolpad in gebruik bij Buiksloot verviel ook. Het voormalige Schoolpad loopt tussen de huisnummers 202 en 204 aan Buiksloterdijk.
De moderne geschiedenis van de brug begint in 1924, de Gemeente Amsterdam heeft dan net de gemeente Buiksloot geannexeerd en laat de Dienst der Publieke Werken onderzoek doen naar de staat van de bruggen. Er bleek een enkelvoudige handbediende basculebrug met ballastkist aanwezig. Inspectie was mede noodzakelijk omdat de brug tijdens de stormvloed van 1916 deels onder water was komen te staan. Wanneer de gemeentelijke fotodienst in 1965 voorbijkomt ligt er een totaal andere brug. Het is dan een vaste brug, waarbij de beide balustrades kruismotieven hebben. De brug ziet er haveloos uit met hier en daar houtrot. In 2007 legt het Amsterdamse aannemingsbedrijf H. van Steenwijk (bouw en waterbouw) een nieuw exemplaar neer, gelijkend op dat uit 1965. Het bedrijf is gespecialiseerd in herstel en vervanging van oude waterbouwkundige installaties. 

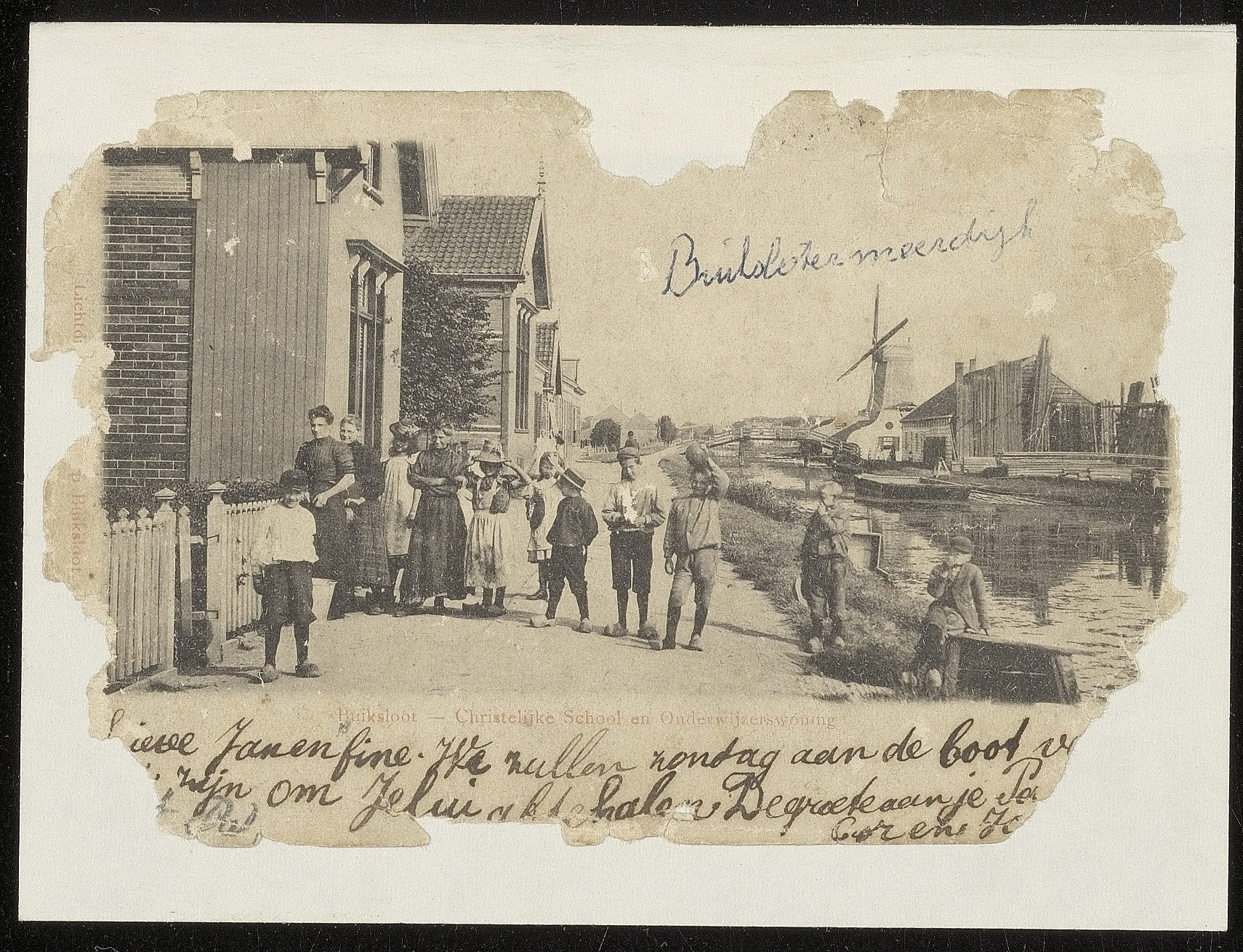
School en brug rond 1900

<<< · 300 · 301 · 302 · 303 · 304 · 305 · 306 · 307 · 308 · 309 · 310 · 311 · 312 · 313 · 314 · 315 · 316 · 317 · 318 · 320 · 321 · 322 · 323 · 324 · 325 · 327 · 328 · 330 · 331 · 332 · 333 · 334 · 335 · 336 · 337 · 338 · 339 · 340 · 341 · 342 · 343 · 344 · 345 · 346 · 347 · 348 · 349 · 350 · 351 · 352 · 353 · 354 · 355 · 356 · 357 · 358 · 359 · 360 · 361 · 362 · 363 · 364 · 365 · 366 · 367 · 368 · 371 · 372 · 373 · 374 · 375 · 376 · 377 · 378 · 379 · 380 · 381 · 382 · 383 · 385 · 386 · 387 · 388 · 389 · 390 · 391 · 392 · 393 · 394 · 395 · 396 · 397 · 398 · 399 · >>>
Brugnummers 319, 326, 329 (tijdelijke duiker in de Ringspoordijk), 369, 370, 384 zijn niet (meer) vergeven.